# Phùng Phụng Thế
Phùng Phụng Thế (chữ Hán: 馮奉世; ? – 39 TCN), tên tự là Tử Minh, người huyện Lộ quận Thượng Đảng, tướng lĩnh thời Tây Hán.

## Tiểu sử
Cuối thời Hán Vũ Đế, Phùng Phụng Thế do xuất thân con nhà lương gia nên được cất nhắc lên làm Lang. Thời Hán Chiêu Đế, nhờ có công nên được bổ nhiệm làm huyện trưởng Vũ An, về sau bị mất chức. Đến hơn ba mươi tuổi thì bắt đầu học sách Xuân Thu, tinh thông binh pháp, thông qua biểu tấu tiến cử của Tiền tướng quân Hàn Tăng mà được thăng làm Quân tư không lệnh. Những năm Bản Thủy (năm 73 TCN–70 TCN), đi theo bọn tướng quân Phạm Minh Hữu đánh phá Hung Nô, sau khi chiến tranh kết thúc, được phục hồi chức lang. Dưới thời Hán Tuyên Đế, từng giữ chức Quang lộc đại phu, Thủy hành đô úy. Năm đầu Nguyên Khang (năm 65 TCN), Phùng Phụng Thế thống lĩnh binh mã đến Đại Uyển, suất quân đánh phá Sa Xa, trở về triều được Tuyên Đế phong làm Hữu tướng quân Điển thuộc quốc, do Tiêu Vọng Chi phản đối nên không được phong hầu. Năm Vĩnh Quang thứ 3 (năm 41 TCN) thời Hán Nguyên Đế, nhờ có công bình định người Khương, bái làm Tả tướng quân Quang lộc huân, phong Quan Nội hầu, thực ấp năm trăm hộ, sáu mươi cân vàng, Năm Vĩnh Quang thứ 5 (năm 39 TCN), Phùng Phụng Thế ốm nặng và qua đời.

## Gia quyến
Phùng Phụng Thế có tất cả 13 người con gồm 9 đứa con trai và 4 cô con gái.

### Con trai
- Trưởng nam Phùng Đàm (馮谭), ban đầu được tiến cử hiếu liêm ra làm Lang, về sau triều đình bổ nhiệm chức Tư mã Thiên Thủy. Lúc Phùng Phụng Thế chinh phạt Tây Khương, Phùng Đàm làm giáo úy, theo cha tòng quân lập công, chưa kịp trao chức quan thì mắc bệnh qua đời.
- Con thứ Phùng Dã Vương (馮野王), tên tự là Quân Khanh, Đại hồng lô, nối tước cha làm Quan Nội hầu, sau bị bãi chức. Dã Vương có một người con dâu tên Quân Chi (君之), chồng là em trai Phùng Viện, lúc xảy ra vụ Phùng Viện đã góa bụa, bị tội liên lụy mà chết.
- Con thứ Phùng Thuân (馮逡), tên tự là Tử Sản, Thái thú Lũng Tây.
- Con thứ Phùng Lập (馮立), tên tự là Khánh Thanh, Thái thú Thái Nguyên.
- Con út Phùng Tham (馮参), tên tự là Thúc Bình, Gián đại phu, lĩnh chức Hộ tả Phùng dực đô thủy, Nghi Hương hầu, sau giáng làm Quan Nội hầu, vì liên lụy tới vụ người chị cùng mẹ là Phùng Viện nên tự sát.

Bốn người còn lại không rõ danh tính.

### Con gái
- Trưởng nữ Phùng Viện (馮媛), phi tần thời Hán Nguyên Đế (漢元帝), sinh ra Trung Sơn vương Lưu Hưng (劉興), cha của Hán Bình Đế (漢平帝).
- Con thứ Phùng Tập (馮習), vì liên lụy tới vụ Phùng Viện, cả nhà tự sát hoặc bị giết.

Hai người còn lại không rõ danh tính.